# 寓所謎案
《寓所谜案》（英語：The Murder at the Vicarage）是英國推理小說作家阿加莎·克里斯蒂於1930年出版的作品。珍·瑪波小姐於本書首次登場:143。

## 情節概要
普羅瑟羅上校於牧師公館的書房裡被人從後腦槍殺，最大嫌疑的莫過於他紅杏出牆的妻子安妮·普羅瑟羅及她的情人勞倫斯·列丁。
但是當勞倫斯帶著兇槍到警局自首的時候，珍·瑪波小姐卻指出勞倫斯與謀殺無關......令事件更複雜的是，普羅瑟羅太太也來自首，聲稱自己才是殺死她丈夫的兇手，而勞倫斯只是為了掩護她才把罪名都拉到他身上......兩人錯漏百出的證詞似乎證明了他們的無辜，加上時間上的矛盾，警方最後釋放了勞倫斯，調查頓時陷入了僵局：瑪波小姐更直言她心目中的嫌疑犯有七位。
各種各樣的線索開始被發現：一顆屬於普羅瑟羅太太的藍色天青石耳環、一個褐色的閃亮小東西（被證實是苦味酸，一種易爆品和治療燒傷的藥）、一個手提箱......村裡居民都成了「業餘偵探」，但是兇手的身份仍然毫無頭緒。
直到倫納德·克萊蒙特突然心血來潮，發表了一段有關罪人悔罪的即席佈道，令另一位牧師豪伊斯先生自殺－－他挪用了教堂的公款，而且被普羅瑟羅上校發現了。幸好倫納德及時發現，讓村裡的醫生海多克醫生為他急救......
這似乎就是真相了，但是瑪波小姐卻指出了兇手......正如大家一開始所懷疑的，兇手是勞倫斯·列丁和安妮·普羅瑟羅。
勞倫斯自首的舉動，曾經令瑪波小姐對他的懷疑動搖，而這正是他招供犯罪的原因。他們利用消音器隱藏槍聲，並藉苦味酸易爆的特性假造槍聲，試圖混淆命案發生的確切時間。下手的是普羅瑟羅太太，勞倫斯則負責留下假信，假裝是想怪罪於普羅瑟羅太太的企圖。他收起普羅瑟羅上校舉發豪伊斯先生的信件，並偷偷在豪伊斯先生的藥動手腳，造成自殺的假象。
在瑪波小姐的建議下，警方用圈套令勞倫斯露出馬腳。萊蒂斯·普羅瑟羅最後揭穿了萊斯特朗茲太太的真正身分－－萊斯特朗茲太太其實是她的生母。

## 主要人物
- 珍·瑪波：居住在聖瑪莉米德村的老小姐，觀察力強，是本書的偵探。
- 倫納德·克萊蒙特：牧師，本書的敍述者。
- 格麗澤爾達·克萊蒙特：倫納德的妻子，比倫納德年輕二十歲。
- 盧修斯·普羅瑟羅上校：被害者，人緣奇差。
- 安妮·普羅瑟羅：普羅瑟羅上校的妻子，被指紅杏出牆，另結新歡。
- 萊蒂斯·普羅瑟羅：普羅瑟羅上校的女兒，一心想擺脫父親的控制。
- 勞倫斯·列丁：年輕的藝術家，和安妮有染。
- 豪伊斯先生：聖瑪莉米德村的新牧師，剛來了三個星期。
- 梅爾切特上校：本郡的警察局長。
- 斯萊克警官：負責案件的警官。
- 埃斯特爾·萊斯特朗茲太太：閱歷豐富、教養良好的女士，從不提及個人方面的事情。
- 海多克醫生：村裡的醫生，倫納德的鄰居。
- 丹尼斯：倫納德的侄子。
- 雷蒙·衛司：著名小說家和詩人，瑪波小姐的侄子。

## 創作構想
在自傳中，克里斯蒂說她完全忘記了《牧師公館謀殺案》是如何寫成的，但她再度閱讀這部作品時並不像當年那樣滿意，她認為《牧師公館謀殺案》「裏面的人物太多」、「在情節上的枝節太多」，但「主要的情節仍然是正確的」。